# Moudon
Moudon és un municipi de Suïssa del cantó de Vaud, situat al districte de Broye-Vully i antic cap del districte de Moudon.